# 興味津津
| ウィキペディアには「興味津津」という見出しの百科事典記事はありません（タイトルに「興味津津」を含むページの一覧/「興味津津」で始まるページの一覧）。 代わりにウィクショナリーのページ「興味津津」が役に立つかもしれません。 |